# Келвін Джон
Келвін Піус Джон (англ. Kelvin Pius John; нар. 10 червня 2003, Морогоро) — танзанійський футболіст, нападник «Ольборга».

## Клубна кар'єра
Вихованець футбольної академії «Брук Хаус». По її завершенні у червні 2021 року підписав контракт на три сезони з бельгійським «Генком».

## Кар'єра в збірній
Зі збірною до 17 років взяв участь у юнацькому кубку африканських націй, що пройшов 2019 року в Габоні, зігравши у всіх трьох матчах, але його команда не вийшла з групи.
28 липня 2019 року Джон дебютував у складі національної збірної Танзанії в грі відбору на чемпіонат африканських націй 2020 року проти Кенії (0:0).